# Stanford University Women's Volleyball
La Stanford University Women's Volleyball è la squadra pallavolo femminile appartenente alla Stanford University, con sede a Stanford (California): milita nella Atlantic Coast Conference della NCAA Division I.

## Palmarès
- NCAA Division I: 9

1992, 1994, 1996, 1997, 2001, 2004, 2016, 2018, 2019

## Record
| Piazzamento          |    | Edizione |
| -------------------- | -- | --- |
| Tornei NCAA          | 43 | Vincitrice: 9 1992, 1994, 1996, 1997, 2001, 2004, 2016, 2018, 2019                                                                                 |
| Tornei NCAA          | 43 | Finale: 8 1984, 1985, 1987, 1999, 2002, 2006, 2007, 2008                                                                                           |
| Tornei NCAA          | 43 | 3º posto: 1 1983 |
| Tornei NCAA          | 43 | 4º posto: 1 1982 |
| Tornei NCAA          | 43 | Semifinali: 4 1986, 1995, 2014, 2017 |
| Tornei NCAA          | 43 | Elite Eight: 9 1981, 1990, 1991, 2010, 2012, 2013, 2022, 2023, 2024                                                                                |
| Tornei NCAA          | 43 | Sweet Sixteen: 6 1988, 1989, 1993, 1998, 2003, 2009                                                                                                |
| Tornei NCAA          | 43 | Secondo turno: 5 2000, 2005, 2011, 2015, 2021 |
| Titoli di conference | 24 | Northern California Athletic Conference: 1 1977 |
| Titoli di conference | 24 | Pacific West Conference: 2 1984, 1985 |
| Titoli di conference | 24 | Pac-12 Conference: 21 1987, 1991, 1994, 1995, 1996, 1997, 1998, 1999, 2001, 2006, 2007, 2008, 2009, 2010, 2012, 2014, 2017, 2018, 2019, 2022, 2023 |

## Conference
- Northern California Athletic Conference: 1977-1981
- Pacific West Conference[1]: 1982-1985
- Pac-12 Conference[2]: 1986-2023
- Atlantic Coast Conference: 2024-

## National Player of the Year
- Kimberley Oden (1985)
- Beverly Oden (1990)
- Cary Wendell (1995)
- Kerri Walsh (1999)
- Logan Tom (2001, 2002)
- Ogonna Nnamani (2004)
- Foluke Akinradewo (2007)
- Kathryn Plummer (2017, 2018)

## National Freshman of the Year
- Kerri Walsh (1996)
- Logan Tom (1999)
- Hayley Hodson (2015)
- Kathryn Plummer (2016)

## National Coach of the Year
- Don Shaw (1991)
- John Dunning (2001, 2016)

## All-America

### First Team
- Kimberly Oden (1983, 1984, 1985)
- Wendi Rush (1985, 1987)
- Teresa Smith (1986)
- Nancy Reno (1987)
- Kristin Klein (1988, 1990, 1991)
- Beverly Oden (1989, 1990, 1991, 1992)
- Kristin Folkl (1994, 1997)
- Cary Wendell (1994, 1995)
- Lisa Sharpley (1995, 1996)
- Kerri Walsh (1996, 1997, 1998, 1999)
- Logan Tom (1999, 2000, 2001, 2002)
- Sara McGee (2002)
- Ogonna Nnamani (2003, 2004)
- Kristin Richards (2005)
- Foluke Akinradewo (2006, 2007 2008)
- Cynthia Barboza (2006, 2007, 2008)
- Bryn Kehoe (2007)
- Alexandra Klineman (2008, 2010)
- Cassidy Lichtman (2009, 2010)
- Carly Wopat (2012, 2013)
- Madison Bugg (2014)
- Jordan Burgess (2014)
- Oyinkansola Ajanaku (2013, 2014, 2016)
- Kathryn Plummer (2016, 2017, 2018)
- Jenna Gray (2017, 2018, 2019)
- Morgan Hentz (2017, 2018, 2019)
- Kendall Kipp (2022, 2023)
- Kamerynn Miner (2022, 2023, 2024)
- Elia Rubin (2024)

### Second Team
- Bobby Broer (1984)
- Wendi Rush (1986)
- Teresa Smith (1987)
- Kristin Klein (1989)
- Carrie Feldman (1992)
- Cary Wendell (1993)
- Marnie Triefenbach (1994)
- Kristin Folkl (1995, 1996)
- Eileen Murfee (1996)
- Lisa Sharpley (1997)
- Ogonna Nnamani (2001, 2002)
- Jennifer Harvey (2003)
- Foluke Akinradewo (2005)
- Bryn Kehoe (2006)
- Alexandra Klineman (2007, 2009)
- Janet Okogbaa (2009)
- Madison Bugg (2013)
- Hayley Hodson (2015)
- Merete Lutz (2014, 2015, 2017)
- Audriana Fitzmorris (2017, 2018)
- Babatamilore Alade (2018)
- Caitlin Baird (2021, 2023)
- Kendall Kipp (2021)
- Elia Rubin (2023)
- Samantha Francis (2024)

### Third Team
- Bryn Kehoe (2005)
- Kristin Richards (2006)
- Gabi Ailes (2010)
- Madison Bugg (2015)
- Brittany Howard (2015)
- Merete Lutz (2016)
- Audriana Fitzmorris (2019)
- Madeleine Gates (2019)

## Allenatori
- Bruce Downing : 1976
- Art Lambert : 1977
- Fred Sturm-Don Shaw: 1984-1985
- Don Shaw: 1986-1999
- Denise Corlett: 2000
- John Dunning: 2011-2016
- Kevin Hambly: 2017-